# Округ Ролинс (Канзас)
Округ Ролинс (енгл. Rawlins County) је округ у америчкој савезној држави Канзас. По попису из 2010. године број становника је 2.519. Седиште округа је град Атвуд.

## Демографија
Према попису становништва из 2010. у округу је живело 2.519 становника, што је 447 (15,1%) становника мање него 2000. године.
| Група             | 2000.         | 2010.         |
| Белци             | 2.906 (98,0%) | 2.400 (95,3%) |
| Афроамериканци    | 9 (0,3%)      | 8 (0,3%)      |
| Азијати           | 3 (0,1%)      | 5 (0,2%)      |
| Хиспаноамериканци | 24 (0,8%)     | 80 (3,2%)     |
| Укупно            | 2.966         | 2.519         |